# Tryggve Point
Der Tryggve Point ist eine Landspitze an der Westküste der antarktischen Ross-Insel. Sie liegt 1,5 km nordwestlich des Turks Head.
Teilnehmer der Terra-Nova-Expedition (1910–1913) unter der Leitung des britischen Polarforschers Robert Falcon Scott kartierten sie. Scott benannte sie nach Tryggve Gran (1888–1980), dem einzigen norwegischen Expeditionsmitglied.